# 一般化学
一般化学（いっぱんかがく、英語：general chemistry）とは、化学教育における教科もしくはその教科書の名称である。無機、有機を問わず広く化学の基礎知識一般を扱い、高校化学の断片的な知識を体系化して大学の化学へと橋渡しする。
この用語の起源はオストワルトが用いたallgemeine Chemieに始まると考えられており、オストワルト著一般化学教科書(1885‐87)、ライナス・ポーリング著一般化学(1947)など、一般化学の語を冠した化学教科書も多い。